# 宮崎県総合運動公園硬式野球場
宮崎県総合運動公園硬式野球場（みやざきけん そうごううんどうこうえん こうしきやきゅうじょう）は、宮崎県宮崎市の宮崎県総合運動公園内にある野球場。単に宮崎県営野球場という通称でも呼ばれる。愛称「サンマリンスタジアム宮崎」。施設命名権（ネーミングライツ）により、2020年4月よりひなたサンマリンスタジアム宮崎という呼称を使用している。
施設は宮崎県が所有し、宮崎県スポーツ施設協会が指定管理者として運営管理を行っている。

## 歴史
以前、宮崎市内には2つの硬式野球場が存在した。ひとつは市街地北部、宮崎神宮に程近いところに位置していた宮崎県営野球場、もうひとつは市南部・木花にある宮崎県総合運動公園内にある宮崎市営野球場（現・ひむかスタジアム）である。しかし県営野球場が老朽化したため、運動公園内に移転新築することとなり、2001年2月に開場。愛称は「サンマリンスタジアム」に決定した（決定の経緯は後述）。
なお、旧県営球場は施設撤去後、宮崎県立宮崎工業高等学校のグラウンドに転用され、旧市営球場は2003年に宮崎市生目の杜運動公園野球場（アイビースタジアム）が完成したのに伴い県に移管し、宮崎県総合運動公園第二硬式野球場（ひむかスタジアム）に改称した。サンマリンスタジアムは現在九州・山口地方9県で唯一、内外野総天然芝のフィールドを有する野球場。硬式野球が可能な野球場で内外野総天然芝のフィールドを採用しているのは、日本国内ではほっともっとフィールド神戸、MAZDA Zoom-Zoom スタジアム広島など計7球場のみ。
開場以降、高校野球などアマチュア野球公式戦が開催されている。プロ野球では、毎年2月と11月には読売ジャイアンツ（巨人）が春季・秋季キャンプのメイン球場として使用している。開場当初は巨人主催のオープン戦も行われていた。同年4月にヤクルトvs広島が公式戦で開催され宮崎県初のナイター開催と話題を呼んだが1日目が雨天中止。2日目は半日ナイターという形になったが雨も上がり試合も行われ宮崎県初のナイター開催となった。2004年以降は開催されていなかったが、2007年2月24日に広島東洋カープとの練習試合が行われ、翌2008年2月24日には対福岡ソフトバンクホークス戦が行われた。またシーズン中には不定期ながら公式戦も開催される。2008年5月13日に福岡ソフトバンクホークス対埼玉西武ライオンズ戦が、2014年に読売ジャイアンツ対横浜DeNAベイスターズ戦が開催されたほか、2018年8月28日にはオリックス・バファローズ対北海道日本ハムファイターズ戦が開催された。2020年7月7日には福岡ソフトバンクホークス対東北楽天ゴールデンイーグルス戦が開催される予定であったが、新型コロナウイルス感染拡大の影響で福岡PayPayドームに会場を変更して開催されることになった。2021年8月31日には福岡ソフトバンクホークス対東北楽天ゴールデンイーグルス戦が開催された。2022年5月10日にも福岡ソフトバンクホークス対埼玉西武ライオンズ戦が予定されていたが、雨天により中止となった。2023年4月8日には福岡ソフトバンクホークス対埼玉西武ライオンズ戦が開催され、2024年5月11日には福岡ソフトバンクホークス対オリックス・バファローズ戦が開催された。
スタジアム運用開始後から当スタジアム改修工事期間を除いて毎年4月に宮崎市内の普通科四校（宮崎大宮・宮崎南・宮崎北・宮崎西）が集結し、野球の定期戦である四校定期戦を開催している。
2006年7月23日にはオールスターゲーム第2戦が開催された（当初は22日開催予定だったが雨天順延）。
2004年にはファーム日本選手権が初めて開催。2011年にも使用された他、2013年以降は同球場で固定開催が続いている。
2005年5月には第23回アジア野球選手権大会が開催された。
2014年、霧島酒造が宮崎県総合運動公園の球場を含む5施設の施設命名権（ネーミングライツ）を獲得し、10月より球場名が「KIRISHIMAサンマリンスタジアム宮崎」となることが発表された。期間は5年間。
2019年12月に霧島酒造に代わり米良電機産業が宮崎県総合運動公園のネーミングライツを獲得したが、愛称に社名を入れず呼称を「ひなたサンマリンスタジアム宮崎」とし、2020年4月より使用されることが発表された。命名権は2020年4月から5年間で料金は年間3000万円。
2019年に芝生広場として使用されていたところにサブグラウンドと駐車場の敷地に新たにサンライズブルペンを新設した。
2023年より九州アジアリーグに加盟する宮崎サンシャインズが主催試合を8月に実施（1月26日発表の日程表では、ソフトバンク4軍との交流戦3試合）。
2024年9月7日、8日に女性アイドルグループである日向坂46が、球場開場以来初めてとなる大規模野外ライブイベント「ひなたフェス2024」を当球場をメイン会場として開催した。終演後に行われた傷んだグラウンドの修復に阪神園芸が協力することで、コンサートの開催が可能となった。

## 名称
愛称「サンマリンスタジアム」は、“燦々と降り注ぐ太陽”と“雄大に広がる海”のイメージを基に公募により決められたものであるが、元々「サンマリン」は長嶋茂雄（当時・読売ジャイアンツ監督）が口にした言葉である。
2000年、キャンプで宮崎に滞在していた長嶋に、記者が新球場の完成について触れ「新球場にはどんな名前がいいと思われますか」と訊いたところ、長嶋は宮崎の太陽と海を引き合いに出して「サン・マリン」と復唱しながら呟いた後「サンマリンなんかいいねぇ」と繰り返し答え、これがテレビや新聞などで大きく取り上げられた。
この直後に県は愛称公募を実施し、全国から7,285通、2,350種類の案が寄せられたが、このうち「サンマリン」を含む名称で応募したのは奇しくも、長嶋が前年まで着用していた背番号と同数の「33通」であった。長嶋も「サンマリン」を個人として自ら応募していた。こうしたことから、県は愛称を「サンマリンスタジアム」に決定。名付け親の一人となった長嶋は名誉命名者として、一般応募者と共に県から表彰を受けた。

## プロ野球等開催状況
| 開催日        | ホームチーム             | 得点     | ビジターチーム               | 観客数   |
| ------------- | ------------------------ | -------- | ---------------------------- | -------- |
| 2001年4月22日 | ヤクルトスワローズ       | 3-3      | 広島東洋カープ               | 20,000人 |
| 2004年5月12日 | 福岡ダイエーホークス     | 3-13     | 西武ライオンズ               | 29,000人 |
| 2004年5月25日 | 読売ジャイアンツ         | 1-8      | 広島東洋カープ               | 30,000人 |
| 2008年5月13日 | 福岡ソフトバンクホークス | 4-2      | 埼玉西武ライオンズ           | 20,606人 |
| 2014年4月22日 | 読売ジャイアンツ         | 4-1      | 横浜DeNAベイスターズ         | 20,621人 |
| 2018年8月28日 | オリックス・バファローズ | 0-4      | 北海道日本ハムファイターズ   | 20,480人 |
| 2020年7月7日  | 福岡ソフトバンクホークス | 中止     | 東北楽天ゴールデンイーグルス |          |
| 2021年8月31日 | 福岡ソフトバンクホークス | 3-6      | 東北楽天ゴールデンイーグルス | 7,484人  |
| 2022年5月10日 | 福岡ソフトバンクホークス | 雨天中止 | 埼玉西武ライオンズ           |          |
| 2023年4月8日  | 福岡ソフトバンクホークス | 0 - 3    | 埼玉西武ライオンズ           | 21,668人 |
| 2024年5月11日 | 福岡ソフトバンクホークス | 4-1      | オリックス・バファローズ     | 25,787人 |

オープン戦
| 開催日        | ホームチーム             | 得点 | ビジターチーム           | 観客数   |
| ------------- | ------------------------ | ---- | ------------------------ | -------- |
| 2001年2月25日 | 読売ジャイアンツ         | 6-7  | 広島東洋カープ           |          |
| 2002年2月24日 | 読売ジャイアンツ         | 13-0 | 大阪近鉄バファローズ     |          |
| 2003年2月23日 | 読売ジャイアンツ         | 13-3 | 大阪近鉄バファローズ     |          |
| 2008年2月24日 | 読売ジャイアンツ         | 0-3  | 福岡ソフトバンクホークス | 15,907人 |
| 2010年2月28日 | 読売ジャイアンツ         | 5-0  | 埼玉西武ライオンズ       | 19,511人 |
| 2011年2月19日 | 読売ジャイアンツ         | 1-4  | 広島東洋カープ           | 21,125人 |
| 2012年2月18日 | 読売ジャイアンツ         | 3-8  | 広島東洋カープ           | 17,339人 |
| 2017年2月25日 | 侍ジャパン(WBC日本代表)  | 0-2  | 福岡ソフトバンクホークス |          |
| 2023年2月25日 | 侍ジャパン(WBC日本代表)  | 8-4  | 福岡ソフトバンクホークス | 26,212人 |
| 2023年2月26日 | 福岡ソフトバンクホークス | 2-4  | 侍ジャパン(WBC日本代表)  | 26,382人 |

ファーム日本選手権
| 開催日        | ホームチーム                 | 得点 | ビジターチーム               | 観客数  |
| ------------- | ---------------------------- | ---- | ---------------------------- | ------- |
| 2004年10月9日 | 中日ドラゴンズ               | 4-3  | 北海道日本ハムファイターズ   | 8,000人 |
| 2011年10月8日 | 北海道日本ハムファイターズ   | 3-4  | 中日ドラゴンズ               | 8,420人 |
| 2013年10月6日 | 東京ヤクルトスワローズ       | 3-4  | 福岡ソフトバンクホークス     | 5,593人 |
| 2014年10月4日 | 福岡ソフトバンクホークス     | 4-6  | 千葉ロッテマリーンズ         | 5,785人 |
| 2015年10月3日 | 読売ジャイアンツ             | 0-2  | 福岡ソフトバンクホークス     | 6,427人 |
| 2016年10月1日 | 福岡ソフトバンクホークス     | 2-6  | 読売ジャイアンツ             | 5,618人 |
| 2017年10月7日 | 読売ジャイアンツ             | 2-5  | 広島東洋カープ               | 6,225人 |
| 2018年10月6日 | 阪神タイガース               | 8-4  | 読売ジャイアンツ             |         |
| 2019年10月5日 | 福岡ソフトバンクホークス     | 6-3  | 東北楽天ゴールデンイーグルス |         |
| 2020年11月7日 | 東北楽天ゴールデンイーグルス | 6-4  | 福岡ソフトバンクホークス     |         |
| 2021年10月9日 | 阪神タイガース               | 3-2  | 千葉ロッテマリーンズ         |         |
| 2022年10月8日 | 東北楽天ゴールデンイーグルス | 8-2  | 阪神タイガース               |         |
| 2023年10月7日 | 読売ジャイアンツ             | 5-6  | 福岡ソフトバンクホークス     |         |

ファーム公式戦
| 開催日        | ホームチーム         | 得点 | ビジターチーム         | 観客数  |
| ------------- | -------------------- | ---- | ---------------------- | ------- |
| 2001年8月18日 | 福岡ダイエーホークス | -    | サーパス神戸           |         |
| 2003年5月2日  | 読売ジャイアンツ     | 3-4  | 西武ライオンズ         |         |
| 2011年5月17日 | 阪神タイガース       | 0-0  | 読売ジャイアンツ       | 750人   |
| 2011年5月18日 | 読売ジャイアンツ     | 1-2  | 広島東洋カープ         | 950人   |
| 2011年5月19日 | 阪神タイガース       | 1-2  | 東京ヤクルトスワローズ | 600人   |
| 2011年5月21日 | 阪神タイガース       | 5-11 | 埼玉西武ライオンズ     | 800人   |
| 2011年5月22日 | 読売ジャイアンツ     | 2-1  | 阪神タイガース         | 2,500人 |

OB戦
| 開催日        | ホームチーム     | 得点 | ビジターチーム           | 観客数   |
| ------------- | ---------------- | ---- | ------------------------ | -------- |
| 2018年2月10日 | 読売ジャイアンツ | 11-3 | 福岡ソフトバンクホークス | 17,642人 |

## 施設概要

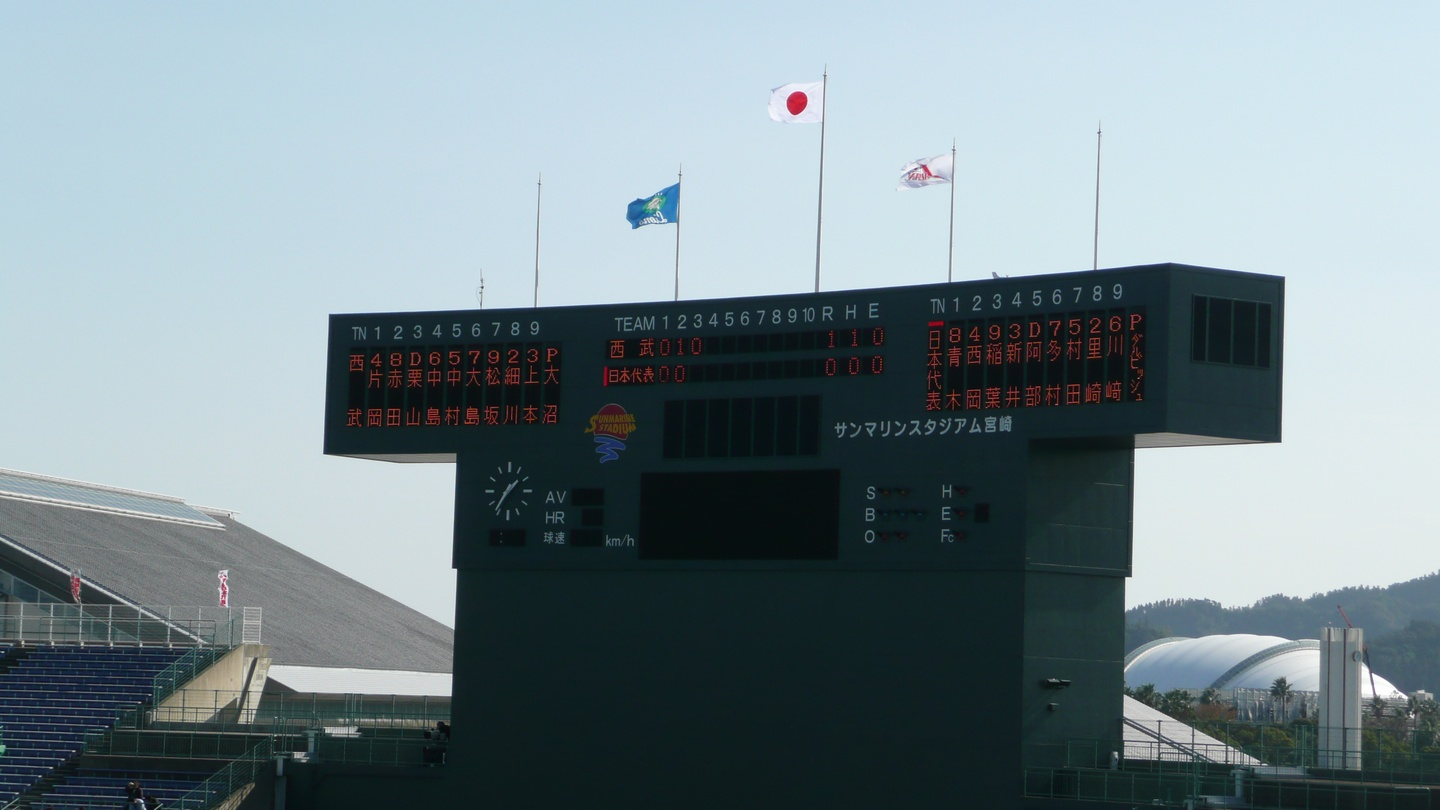
スコアボード（野球日本代表 - 西武ライオンズの練習試合、2007年11月17日）

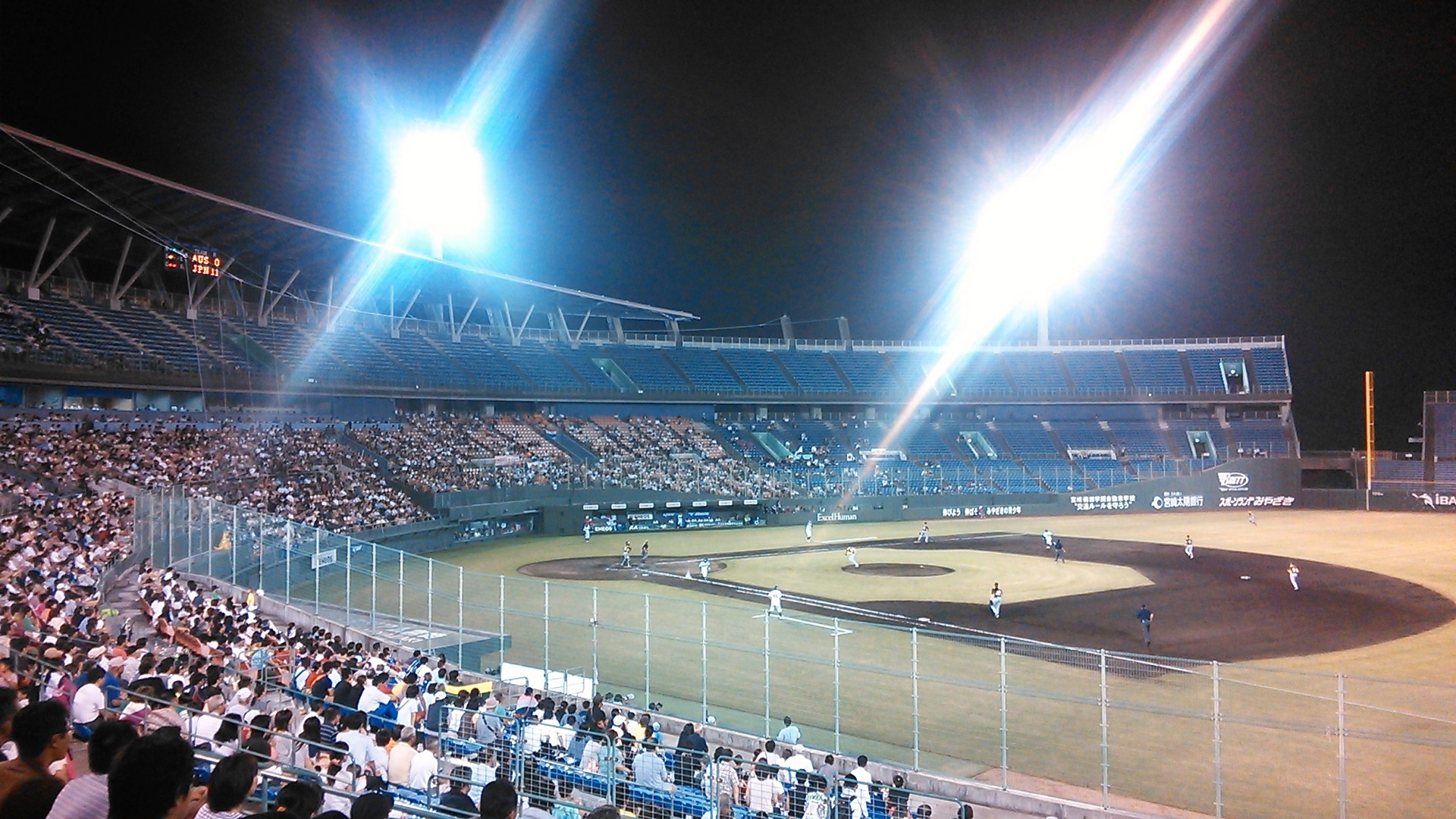
IBAF女子ワールドカップ開催時（2014年）

鉄筋コンクリート構造（内野：4階建 外野：3階建）
- グラウンド面積：14,332m2
- 両翼：100m[11]、中堅：122m[11]
- 内野：クレー舗装（黒土）及び天然芝、外野：天然芝
  - 現在、九州・山口9県の野球場で唯一の内外野天然芝
- スコアボード：電光式(〜2017年:橙色、2018年〜:フルカラーLED)
  - 2018年に改修されたバージョンは、出場メンバーを表示するスペースで動画を取り込むことができるほか、得点表示とその下部にあるフリーボードでも簡易動画や文字情報を映し出すことができる[12]。
- 収容人員：30,000人（内野：18,000人、外野：12,000人。内外野とも座席）[11]
- 照明設備：6基
  - 夜間照明あり[11]
  - ワシントニアパームをイメージしてサーチライトが組まれている。

このほかブルペンやサブグラウンドなどを併設する。

## 交通
サンマリンスタジアムへのアクセス手段は下記の通り。
- JR日南線・木花駅より徒歩約10分
  - 宮崎駅から所要15～20分、運賃270円（一時間中1本程度運転）。但し南宮崎駅乗り換えのケースあり。
  - 県総合運動公園へは、木花駅より1つ日南寄りの運動公園駅も最寄り駅ではあるが、同駅は公園南側に位置しているため、公園北側にあるサンマリンスタジアムへは遠回りになる。
- 宮崎駅バスターミナル5番のりば、宮交シティバスセンター（JR南宮崎駅から徒歩約5分）16～18番のりば、宮崎空港2番バスのりばから
  - 宮崎交通バス「宮崎空港経由 油津駅前・飫肥」行、または「青島・白浜入口」行で「運動公園前」下車後徒歩約7分
    - 宮崎駅から所要約32～39分、運賃510円。宮交シティから所要17～24分、運賃390円（概ね10～30分おきに運行）
    - 宮崎空港経由は油津・飫肥方面行きのみ。宮崎空港から所要約14分、運賃300円（概ね1時間おきに運行）

  - なお、巨人のキャンプ期間中とプロ野球公式戦等開催の際には、宮崎市内より臨時バス運行あり
- 宮崎自動車道・宮崎インターチェンジから国道220号経由で約10分